# 네오스포라속
네오스포라속(Neospora)은 정단복합체충문에 속하는 기생 원생생물 속의 하나이다. 개나 소에게 네오스포라증을 일으키는 병원균을 포함하고 있다.